# Сетомаа (волость)
Се́томаа (ест. Setomaa vald) — волость в Естонії, адміністративна одиниця самоврядування в повіті Вирумаа.

## Географічні дані
Площа волості — 460,8 км2, чисельність населення на 1 січня 2017 року становила 3577 осіб.

## Історія
21 жовтня 2017 року волость Сетомаа офіційно утворена шляхом об'єднання волості Меремяе та частини волості Міссо, що входили до складу повіту Вирумаа, а також волостей Вярска та Мікітамяе зі складу повіту Пилвамаа.